# Maigret alle Assise
Maigret alle Assise (titolo originale francese Maigret aux Assises, pubblicato in traduzione italiana anche col titolo Maigret in Corte d'Assise) è un romanzo di Georges Simenon con protagonista il commissario Maigret.
Il romanzo è stato scritto dal 17 al 23 novembre 1959 in Svizzera e pubblicato per la prima volta nel maggio dell'anno successivo in Francia, presso l'editore Presses de la Cité.
È il cinquantacinquesimo romanzo dedicato al celebre commissario.

## Trama

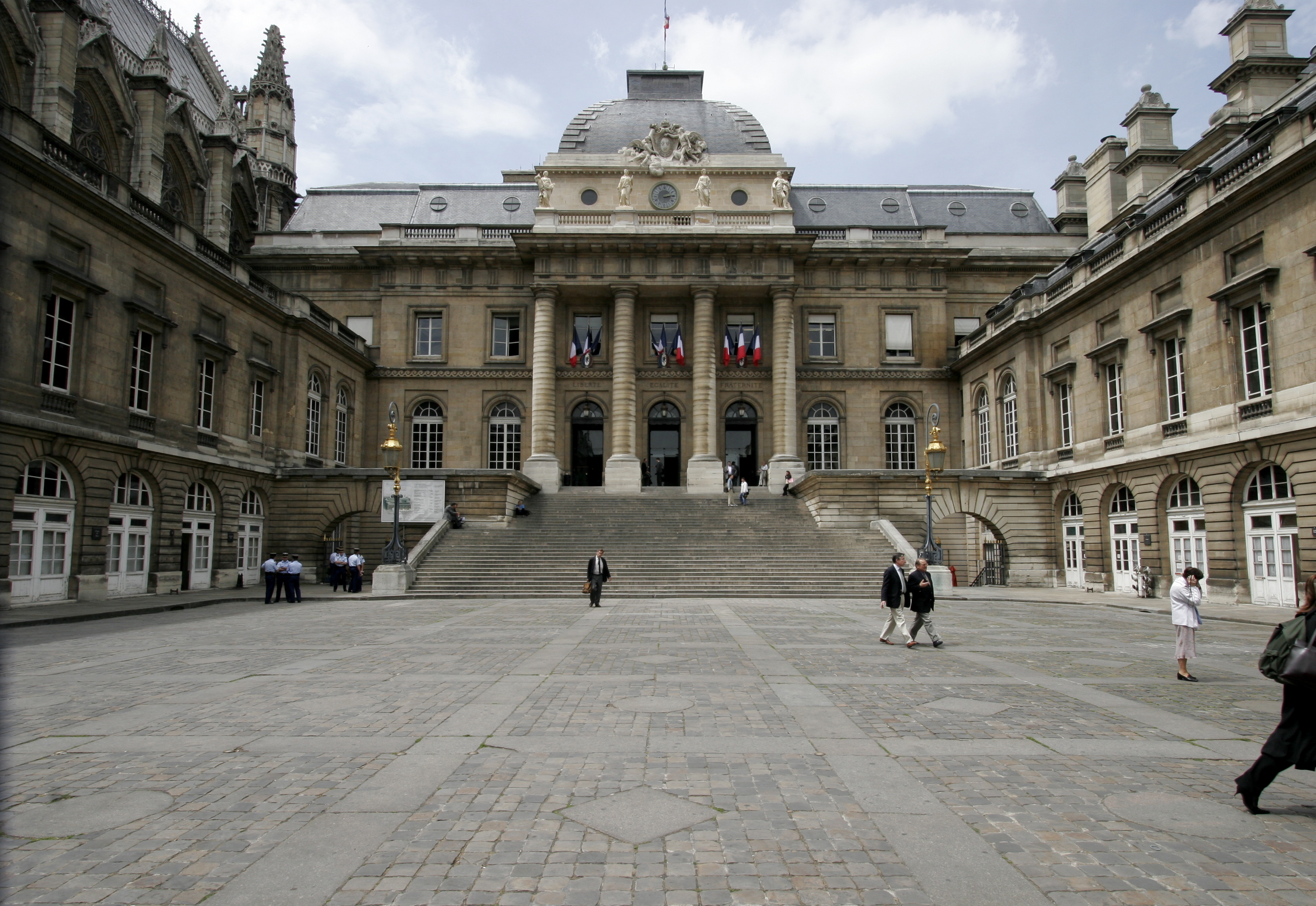
Palazzo di giustizia di Parigi

Maigret viene chiamato a testimoniare in Corte d'Assise, su un caso di duplice omicidio. L'imputato, Gaston Meurant, è accusato di aver ucciso per pochi soldi la vecchia zia e una bambina di quattro anni. Il caso ha avuto una forte risonanza sui giornali, tanto che il giorno del processo l'aula è colma di persone. L'inchiesta originaria venne condotta dallo stesso commissario qualche mese prima del processo dove ora è chiamato al banco dei testimoni. Durante la sua testimonianza, Maigret informa la corte che dopo la chiusura dell'inchiesta, sono stati individuati nuovi elementi che potrebbero scagionare l'imputato, e coinvolgere la moglie di quest'ultimo, Ginette Meurant, una donna ambiziosa e con pochissimi scrupoli. Gaston Meurnat, in ogni caso, sembra non apprezzare l'aiuto che in qualche modo sta ricevendo dal commissario. Il processo si chiude con una piena assoluzione e l'attenzione di Maigret e dei suoi ispettori si sposta sulla moglie e sul suo amante, e sul fratello dell'imputato, Alfred.
Il finale è concitato e tragico: Gaston Meurant, dopo l'assoluzione, è apatico e confuso come mai lo era stato prima: fa visita al fratello Alfred, un poco di buono che non vede da anni, in Costa Azzurra e da lui riceve una pistola. Va alla ricerca dell'amante della moglie (vero autore dell'efferato duplice delitto) e lo uccide a sangue freddo.
Maigret non può far altro che osservare da lontano tutta la vicenda e resta sempre più convinto che la giustizia delle aule di tribunale, dove le persone vengono riassunte in poche e sterili frasi, sia molto distante dalla reale comprensione umana, molto più complessa e imperscrutabile.

## Edizioni
Il romanzo è stato pubblicato per la prima volta presso l'editore Presses de la Cité nel 1959.
In Italia è apparso per la prima volta nel 1967, tradotto da Elena Cantini e pubblicato da Mondadori nella collana "Le inchieste del commissario Maigret" (n° 33). Sempre per lo stesso editore è stato ripubblicato in altre collane o raccolte tra gli anni sessanta e novanta (dal 1992 nella traduzione di Emanuela Fubini). Nel 2006 il romanzo è stato pubblicato presso Adelphi, con il titolo Maigret in Corte d'Assise, tradotto da Laura Frausin Guarini, nella collana dedicata al commissario (parte de "gli Adelphi", al n° 299).

## Film e televisione
Due sono gli adattamenti del romanzo per la televisione:
- Episodio dal titolo Raise Your Right Hand, facente parte della serie televisiva Maigret, trasmesso per la prima volta sulla BBC l'11 dicembre 1961, con Rupert Davies nel ruolo del commissario Maigret.
- Episodio dal titolo Maigret aux assises, facente parte della serie televisiva Les enquêtes du commissaire Maigret per la regia di Marcel Cravenne, trasmesso per la prima volta su Antenne 2 l'11 settembre 1971, con Jean Richard nel ruolo del commissario Maigret.